# Raoul Trujillo
Raoul Trujillo, właśc. Raoul Maximiano Trujillo de Chauvelon (ur. 8 maja 1955 w Nowym Meksyku) – amerykański aktor, tancerz, choreograf i reżyser teatralny. Były solista teatru tańca Alwina Nikolaisa, choreograf i jeden z dyrektorów American Indian Dance Theatre – współczesnego teatru tańca indiańskiego. Gospodarz wielu programów telewizyjnych i show poświęconych tańcowi. Pochodzi z plemienia północnoamerykańskich Indian Apaczów. Stał się rozpoznawalny dzięki roli Zero Wolfa, bezwzględnego łapacza niewolników Majów i głównego antagonisty w filmie Mela Gibsona Apocalypto (2006), a także jako główny Irokez Kiotseaton w dramacie Bruce’a Beresforda Czarna suknia (1991).

## Kariera
Rozpoczął pracę w teatrze jako malarz sceniczny, a swoją pierwszą pracę zdobył w 1977 jako aktor / tancerz w produkcji Equus. W 1978 zaczął tańczyć w Los Angeles na Uniwersytecie Południowej Kalifornii i zobaczył swoje pierwsze współczesne produkcje taneczne i baletowe Martha Graham czy Rudolfa Nuriejewa. Przez następne dwa lata intensywnie trenował na stypendiach w Toronto Dance Theatre i Nikolais/Louis Dance Lab w Nowym Jorku. Został poproszony o dołączenie do teatru tańca pod kierunkiem Alwina Nikolaisa, który został jego mentorem i zaczął zwiedzać świat. W latach 1980–1987 nauczył się projektować scenografię, kostiumy i oświetlenie. Po odejściu z zespołu rozpoczął solową pracę jako tancerz i choreograf. Występował w przedstawieniach o charakterze etnicznym i współczesnym na scenach Ameryki Północnej i innych kontynentów, w tym w Polsce m.in. na Wratislavia Cantans.
Grywał w wielu głośnych i uznanych filmach, w tym w dramacie przygodowym Cień wilka (1992) z Lou Diamondem Phillipsem, melodramacie historycznym Terrence’a Malicka Podróż do Nowej Ziemi (2005), westernie fantastycznonaukowym Jona Favreaua Kowboje i obcy (2011), dreszczowcu fantastycznonaukowym Riddick (2013) z Vinem Dieselem, dreszczowcu kryminalnym Denisa Villeneuve’a Sicario (2015) z Emily Blunt, Benicio del Toro i Joshem Brolinem oraz jego kontynuacji Sicario 2: Soldado (2018). Wystąpił także w kilkudziesięciu serialach telewizyjnych w rolach drugoplanowych i głównych, w tym Zagubiona tożsamość, Demony da Vinci, Salem, Czarna lista i Mayans M.C. jako Che „Taza” Romero.